# Nenngröße Z

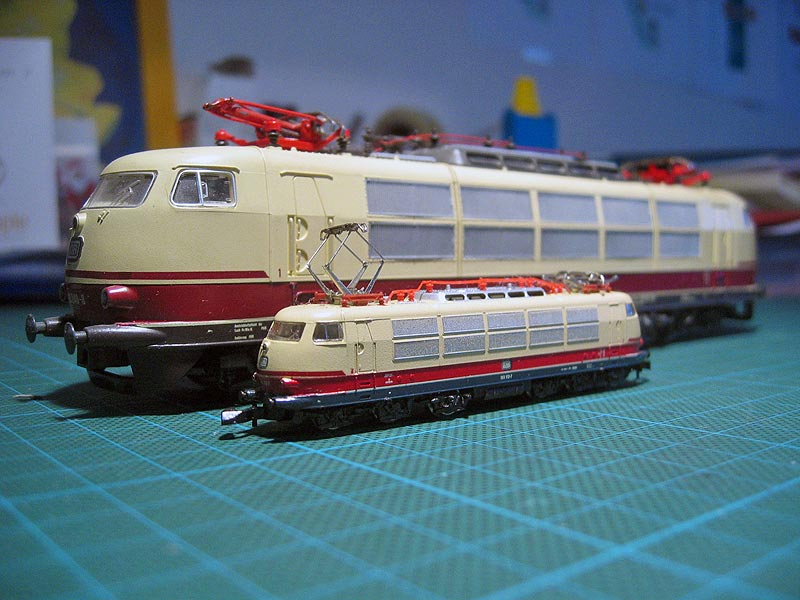
Ein Vergleich: Die BR 103 der DB in Spur H0 und Spur Z

Die Nenngröße Z ist eine in den Normen Europäischer Modellbahnen (NEM) und den Normen der National Model Railroad Association (NMRA) genormte Baugröße für Modelleisenbahnen. Sie wurde 1972 von Märklin als Antwort auf die Zuwendung anderer Hersteller zur Nenngröße N auf den Markt gebracht und war bis 2007, als die Nenngröße T auf den Markt kam, die kleinste industriell in Serie hergestellte Nenngröße für Modelleisenbahnen. Die Normalspur, mit einer Vorbild-Spurweite von 1435 mm weist dabei eine Modell-Spurweite von 6,5 mm auf und wird umgangssprachlich als Spur Z bezeichnet. Der Maßstab beträgt 1:220. Der sehr kleine Maßstab ermöglicht bereits auf kleinstem Raum (z. B. Koffer oder Schreibtischschubladen) voll funktionsfähige Modelleisenbahnanlagen.
Durch die geringen Abmessungen und das geringe Lokomotivgewicht entstehen auch recht eigene Probleme mit den filigranen Mechaniken, insbesondere mit Staub, der die Stromübertragung zwischen Schiene und Rad behindern kann. Eine sorgfältige und fachgerechte Wartung lässt einen problemlosen Betrieb zu.
Modelleisenbahnen der Spur Z werden nach dem Zweileiter-Gleichstromsystem betrieben; die Betriebsspannung beträgt üblicherweise 10 Volt.

## Hersteller (Auswahl)

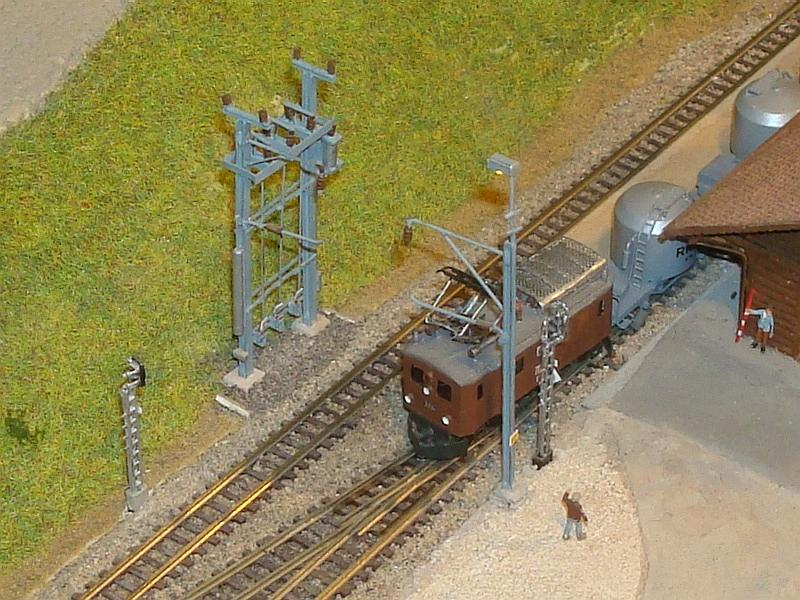
Auf der Z-Anlage Julierbahn von Jens Wimmel liegen am Güterschuppen des Bahnhofs Surava der Rhätischen Bahn (RhB) Gleise der Spur Zm

Lokomotiven und Wagen nach europäischen Vorbildern werden vom Marktführer Märklin sowie mittlerweile sehr vielen Kleinserienherstellern (z. B. Freudenreich Feinwerktechnik, Z-Modellbau, N-Tram, Bahls, Heckl, Swiss Z Lines (SZL), Z-Bahn, Railex) angeboten. 
In Frankreich stellt Azar Models französisches und europäisches Rollmaterial im Maßstab Z her. Schmalspurfahrzeuge werden derzeit von Freudenreich Feinwerktechnik und Herrn Ahnert (Fertigmodelle) nach Schweizer Vorbild angeboten. Gebäude werden nebst den Marktführern Märklin, Faller und Viessmann-Modelltechnik GmbH ebenfalls von vielen Kleinserienherstellern angeboten.
Feldbahnen der Spur Zi (2,75 mm) sind derzeit nur als Standmodelle von der Firma Saller verfügbar.
Amerikanisches Rollmaterial findet man bei American Z Lines (AZL), Märklin, Micro-Trains Line und wiederum in Kleinserie (z. B. Full Throttle, InterMountain, Aspenmodel, Freudenreich, Marsilius, Penzeee). Micro-Trains Line bietet seit 2005 ein Bettungsgleis an, welches sich an die geometrischen Vorgaben des Märklingleissystems hält.
Der japanische Hersteller Rokuhan brachte 2011 ein Gleissystem auf den Markt, welches dem amerikanischen Bettungsgleis sehr ähnlich ist, sich ebenfalls an die bei der Nenngröße Z üblichen Standards hält, diese aber bezüglich der verfügbaren Radien erheblich erweitert (von 45 mm bis 490 mm). Dieses alternative Gleissystem wird inzwischen von der deutschen Firma NOCH für den hiesigen Markt vertrieben. Des Weiteren bietet Rokuhan seit einiger Zeit Diesellokomotiven und Triebwagen sowie Personen- und Güterwagen nach japanischem und deutschem Vorbild an. Ganz neu im Programm ist der Shinkansen Typ 500 der West Japan Railway.

## Spurweiten
Für die Nenngröße Z sind im Maßstab 1:220 in den Normen Europäischer Modellbahnen (NEM) die folgende Modell-Spurweiten festgelegt:
| Spur | Bezeichnung | Modell-Spurweite | Vorbild-Spurweite | Verwendung bei Vorbild-Spurweiten |
| ---- | ----------- | ---------------- | ----------------- | --------------------------------- |
| Z    | Normalspur  | 6,5 mm           | 1435 mm           | von 1250 mm bis 1700 mm           |
| Zm   | Meterspur   | 4,5 mm           | 1000 mm           | von 850 mm bis < 1250 mm          |